# Gare de Rosny-Bois-Perrier
Ne doit pas être confondu avec la station de métro Rosny-Bois-Perrier, ni avec la gare de Rosny-sous-Bois, ni avec la gare de Rosny-sur-Seine.
La gare de Rosny-Bois-Perrier est une gare ferroviaire française de la ligne de Paris-Est à Mulhouse-Ville, située dans le quartier du Bois-Perrier sur le territoire de la commune de Rosny-sous-Bois, dans le département de la Seine-Saint-Denis, en région Île-de-France.
Elle est mise en service en 1971 par la Société nationale des chemins de fer français (SNCF). C'est une gare du réseau Transilien uniquement desservie par des trains de la ligne E du réseau express régional d'Île-de-France (RER).

## Situation ferroviaire
Établie à 75 mètres d'altitude, la gare de Rosny-Bois-Perrier se situe : 
- au point kilométrique (PK) 11,216 de la ligne de Paris-Est à Mulhouse-Ville, entre les gares de Noisy-le-Sec et de Rosny-sous-Bois ;
- sur un tronçon de voies commun avec la ligne de la grande ceinture de Paris.

## Histoire

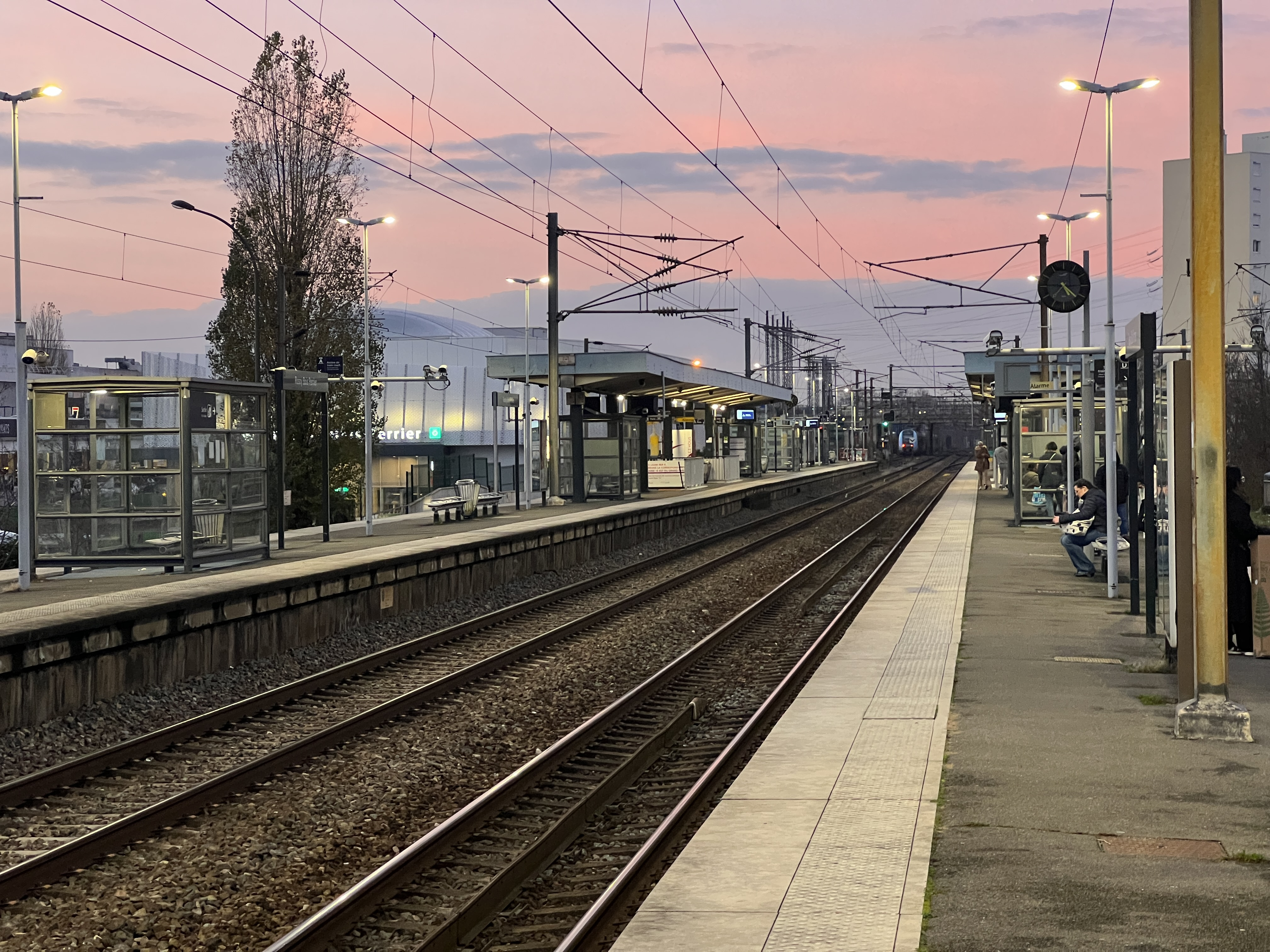
Intérieur de la gare.

Elle est mise en service en 1971 par la Société nationale des chemins de fer français (SNCF).
Cette gare est établie afin de desservir le quartier du Bois-Perrier de Rosny-sous-Bois, marqué à  l'époque par une urbanisation récente avec la construction de grands ensembles, mais également pour pouvoir desservir le centre commercial de Rosny 2, dont l'ouverture est prévue deux ans plus tard, en 1973.
Elle est ouverte comme gare du réseau express régional d'Île-de-France (RER) à partir du 30 août 1999. Depuis cette date, la gare est desservie par les trains de la ligne E du RER (Eole), qui parcourent la branche E4 de Haussmann - Saint-Lazare jusqu'à Villiers-sur-Marne - Le Plessis-Trévise (toute la journée) et Tournan (en soirée uniquement).
Du fait de la construction d'une voie nouvelle réservée aux bus, vélos et piétons, la gare de Rosny-Bois-Perrier comprend depuis l'été 2008 une gare routière incluant également un arrêt pour la ligne de bus RATP 121 qui a vu son trajet légèrement modifié.
Entre 2010 et 2011, le bâtiment de la gare est entièrement démoli puis reconstruit. La gare est ainsi devenue plus accessible pour les personnes à mobilité réduite, depuis l'été 2011.

## Fréquentation
De 2015 à 2021, selon les estimations de la SNCF, la fréquentation annuelle de la gare s'élève aux nombres indiqués dans le tableau ci-dessous.
| Année     | 2015      | 2016      | 2017      | 2018      | 2019      | 2020      | 2021      |
| --------- | --------- | --------- | --------- | --------- | --------- | --------- | --------- |
| Voyageurs | 6 381 483 | 6 464 430 | 6 520 046 | 6 491 187 | 6 404 337 | 3 206 275 | 4 959 155 |

## Service des voyageurs

### Accueil
Gare de la SNCF du réseau Transilien, elle dispose d'un bâtiment voyageurs, avec guichet, ouvert tous les jours. Elle est notamment équipée d'automates pour l'achat de titres de transport Transilien et d'un système d'informations sur la circulation des trains en temps réel. Des aménagements, équipements et services sont à la disposition des personnes à la mobilité réduite.

### Desserte
Rosny-Bois-Perrier est desservie par des trains de la ligne E du RER d'Île-de-France à raison (par sens) d'une desserte toutes les 15 minutes aux heures creuses, aux heures de pointe et en soirée. Elle voit passer plus de 79 trains vers Haussmann - Saint-Lazare et 78 trains vers Villiers-sur-Marne et Tournan (en soirée).

### Intermodalité
Un parc pour les vélos y est aménagé. La station est en correspondance avec la ligne 11 du métro à la station Rosny-Bois-Perrier, dont elle est également le terminus oriental. Elle dispose également d'une gare routière desservie par des bus de la RATP (lignes 102, 121, 143, 145, 221, 245 et 346) et du réseau Noctilien (ligne N142).

## Galerie de photographies

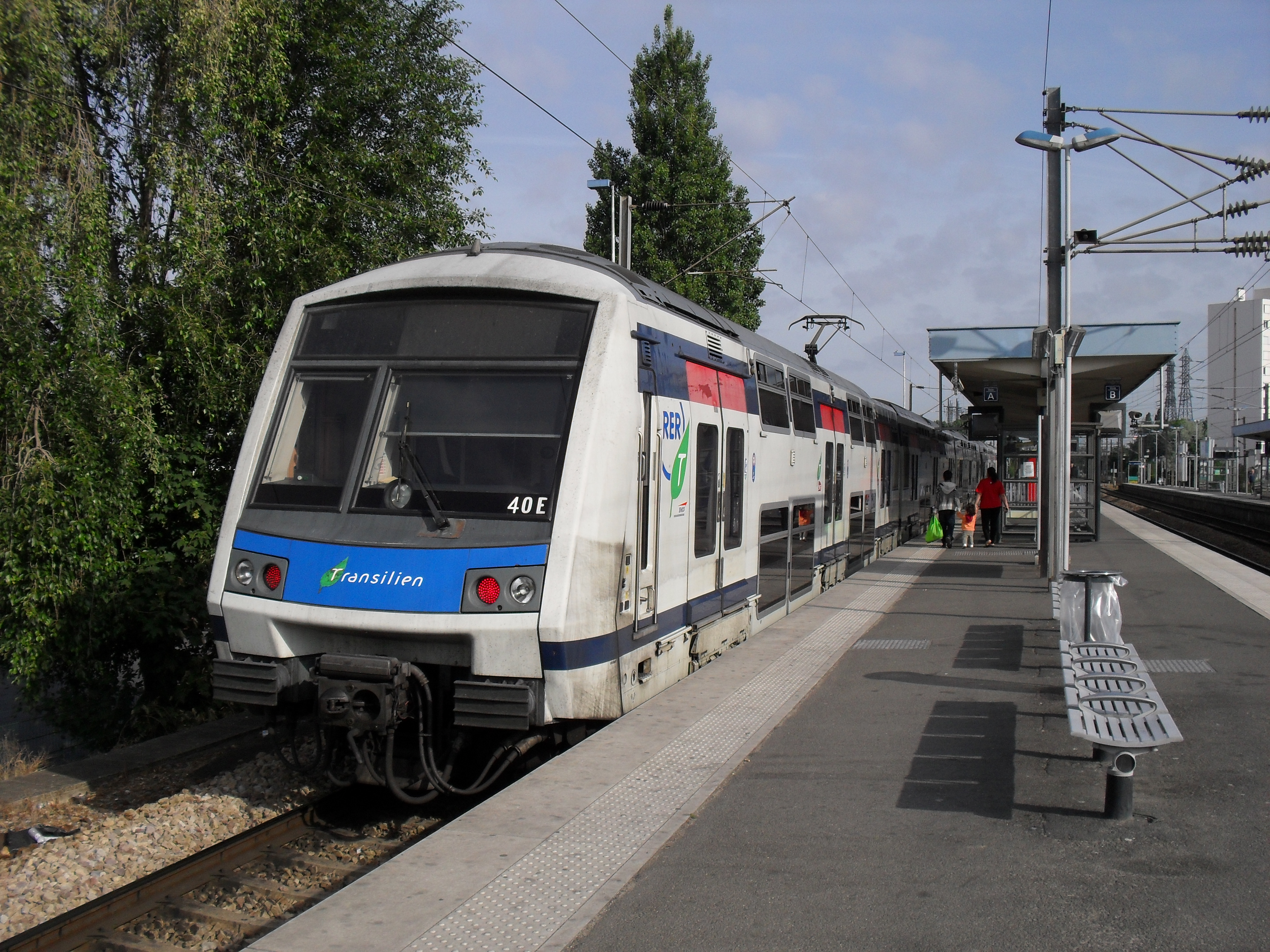
Train MI 2N en gare.
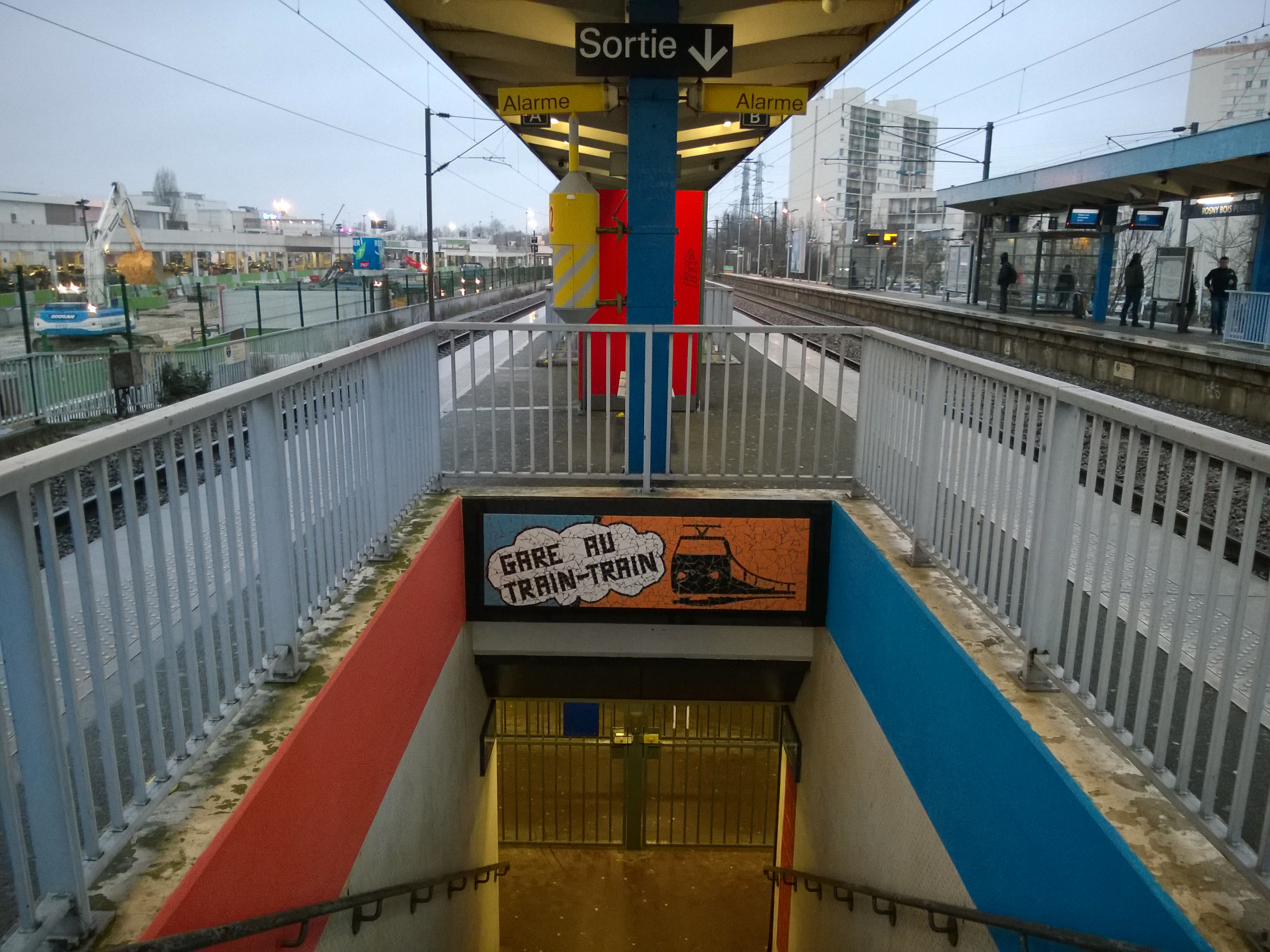
Escalier d'accès au quai vers Paris.
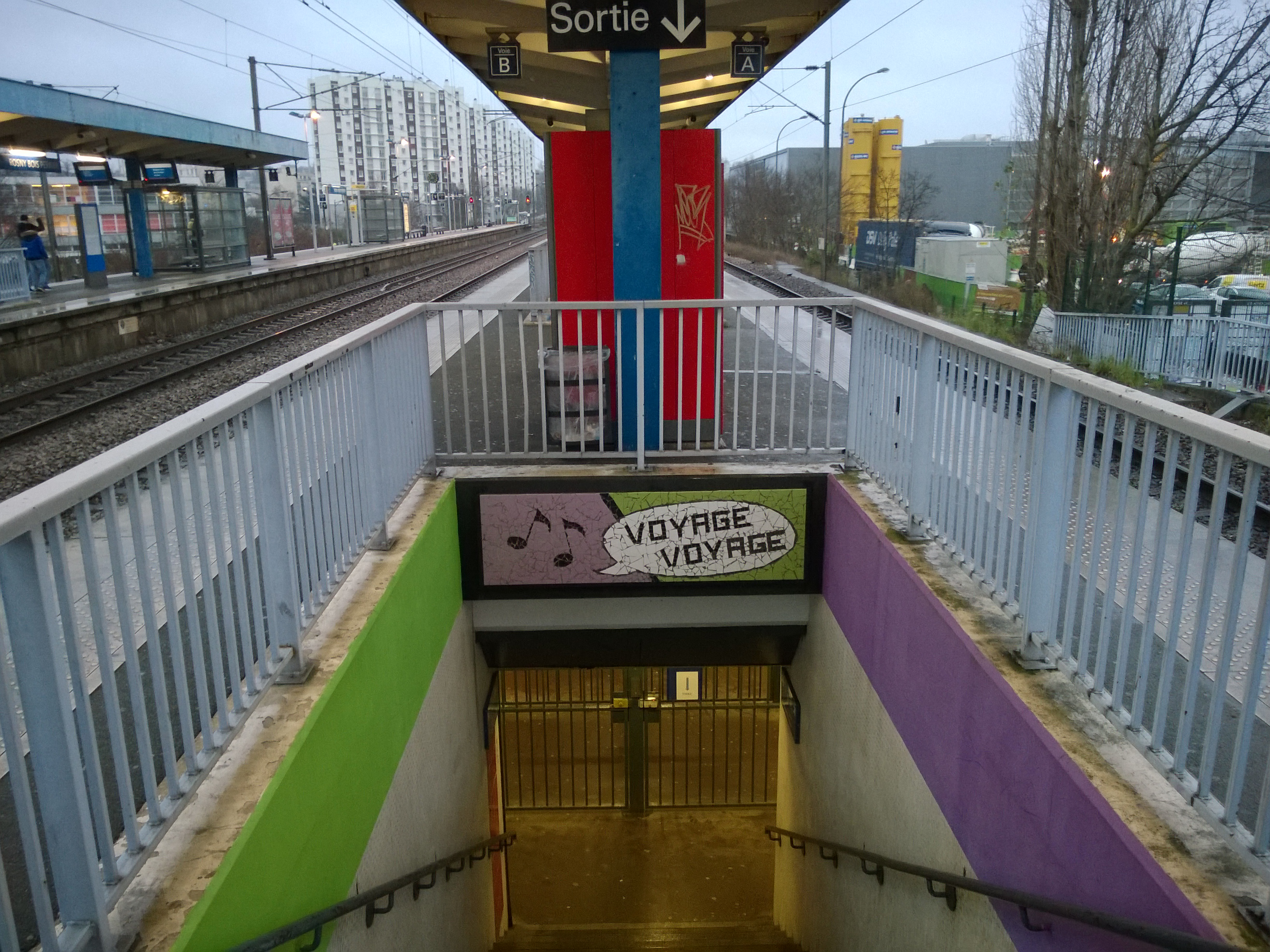
Escalier d'accès au quai vers Villiers et Tournan.

## Projets

### Ligne 15 du Grand Paris Express
Les tracés établis pour la future ligne 15 du Grand Paris Express font passer ladite ligne à Rosny-Bois-Perrier. Cette ligne relierait le Stade de France (Saint-Denis) à Champigny-sur-Marne, puis en rocade autour de Paris, incluant notamment Créteil-l'Échat, les Ardoines, Villejuif-Louis-Aragon, l'Institut Gustave Roussy, Bagneux, Châtillon-Montrouge, Clamart, Issy-les-Moulineaux, les ponts de Sèvres et de Saint-Cloud, le Mont Valérien, la Défense, Bécon-les-Bruyères, Les Grésillons et Pleyel.

### Modernisation de la gare
Une seconde phase de travaux, suivant ceux réalisés entre 2010 et 2011, aura lieu pour la création de deux ascenseurs afin de favoriser une mise en accessibilité des quais.